# Biblioteca Presidencial Jefferson Davis
La Biblioteca Presidencial Jefferson Davis (en inglés: Jefferson Davis Presidential Library) tiene el propósito de preservar, albergar y poner a disposición los documentos , registros, artefactos y otros materiales históricos de Jefferson Davis, el primer y único presidente de los Estados Confederados de América, situado cerca de su finca final, en Beauvoir, en Biloxi, Misisipi. A pesar de su nombre, no es una biblioteca presidencial oficial, ya que Davis nunca fue Presidente de los Estados Unidos oficialmente. Sin embargo , con el apoyo del Estado de Misisipi, es llamada así en una placa en la entrada .
El centro fue inaugurado y dedicado oficialmente en 1998 por el Estado de Misisipi. Además de la biblioteca, el sitio incluye la casa, que contiene muchos de los muebles de la época de Davis, el Museo de la Confederación , y el cementerio de tumbas Confederadas.